# Dream (吉幾三の曲)
『Dream』（ドリーム）は、吉幾三が2002年に発表した43枚目のシングル。

## 概要
埼玉県越谷市に本社を置くリフォームを専門とする会社新日本ハウスのCMソング。
越谷市出身のプロ野球選手・鈴木健の東京ヤクルトスワローズ時代応援歌としてもメロディが使われていた。

## 収録曲
1. Dream
作詞・作曲・編曲：吉幾三
2. 旅先から…
作詞・作曲：吉幾三　編曲：京建輔